# Verenigde Arabische Emiraten op de Olympische Zomerspelen 2016
De Verenigde Arabische Emiraten namen deel aan de Olympische Zomerspelen 2016 in Rio de Janeiro, Brazilië. Dertien deelnemers stonden op de deelnemerslijst (negen mannen en vier vrouwen) in zes verschillende sporten. Zwemster Nada Al-Bedwawi, de jongste Emirati van de olympische ploeg, droeg de vlag op de openingsceremonie. Atleet Saud Al-Zaabi deed dat bij de sluitingsceremonie.
Judoka Sergiu Toma behaalde met de bronzen medaille in de gewichtsklasse tot 81 kilogram de tweede medaille ooit voor het land, in navolging van de gouden medaille in 2004 van Ahmed Al-Maktoum in de schietsport.

## Medailleoverzicht
| Sport | Olympiër    | Onderdeel  | Medaille |
| ----- | ----------- | ---------- | -------- |
| Judo  | Sergiu Toma | –81 kg (m) | Brons    |

## Deelnemers en resultaten
(m) = mannen, (v) = vrouwen 

### Atletiek
| Olympiër            | Discipline   | Resultaat | Prestatie             |
| ------------------- | ------------ | --------- | --------------------- |
| Saud Al-Zaabi VS    | 1500 m (m)   | series    | series: 4:02.35 (13e) |
|                     |              |           |                       |
| Betlhem Desalegn    | 1500 m (v)   | DNS       | DNS                   |
| Alia Saeed Mohammed | 10.000 m (v) | 23e       | 31:56.74 (23e)        |

### Gewichtheffen
| Olympiër         | Discipline | Resultaat | Prestatie                                                     |
| ---------------- | ---------- | --------- | ------------------------------------------------------------- |
| Aisha Al-Balushi | –58 kg (v) | 16e       | trekken: 72 kg (16e) stoten: 90 kg (16e) totaal: 162 kg (16e) |

### Judo
| Olympiër        | Discipline  | Resultaat    | Prestatie |
| --------------- | ----------- | ------------ | --- |
| Victor Scvortov | –73 kg (m)  | derde ronde  | tweede ronde won van Zeyad Mater: ippon derde ronde verloor van Shohei Ono: ippon |
| Sergiu Toma     | –81 kg (m)  | Brons        | tweede ronde won van Sven Maresch: ippon derde ronde won van Victor Penalber: ippon kwartfinale won van Takanori Nagase: yuko halve finale verloor van Chasan Chalmoerzajev: ippon bronzen finale won van Matteo Marconcini: ippon |
| Ivan Remarenco  | –100 kg (m) | tweede ronde | tweede ronde verloor van Lyès Bouyacoub: waza-ari |

### Schietsport
| Olympiër         | Discipline     | Resultaat | Prestatie                       |
| ---------------- | -------------- | --------- | ------------------------------- |
| Khaled Al-Kaabi  | dubbeltrap (m) | 9e        | kwalificaties: 134 punten (9e)  |
| Saeed Al-Maktoum | skeet (m)      | 17e       | kwalificaties: 118 punten (17e) |
| Saif bin Futtais | skeet (m)      | 29e       | kwalificaties: 114 punten (29e) |

### Wielersport
| Olympiër     | Discipline | Resultaat | Prestatie |
| ------------ | ---------- | --------- | --------- |
| Yousif Mirza | weg (m)    | DNF       | DNF       |

### Zwemmen
| Olympiër           | Discipline          | Resultaat | Prestatie           |
| ------------------ | ------------------- | --------- | ------------------- |
| Yaaqoub Al-Saadi   | 100 m rugslag (m)   | 37e       | series: 59.58 (37e) |
|                    |                     |           |                     |
| Nada Al-Bedwawi VO | 50 m vrije slag (v) | 78e       | series: 33.42 (78e) |